# 19290 Schroeder
19290 Schroeder este un asteroid din centura principală de asteroizi.

## Descriere
19290 Schroeder este un asteroid din centura principală de asteroizi. A fost descoperit pe 15 mai 1996 la Haleakala în cadrul programului NEAT. Asteroidul prezintă o orbită caracterizată de o semiaxă mare de 2,29 ua, o excentricitate de 0,23 și o înclinație de 23,3° în raport cu ecliptica.